# Księstwo Bergu
Księstwo Bergu (niem. Herzogtum Berg) – dawne państwo niemieckie leżące na terytorium dzisiejszej Nadrenii Północnej-Westfalii. Znajdowało się w przybliżeniu między rzekami Ren, Ruhrą i Sieg. Obecna nazwa tego terytorium Bergisches Land pochodzi od nazwy znajdującego się tu niegdyś państwa. 

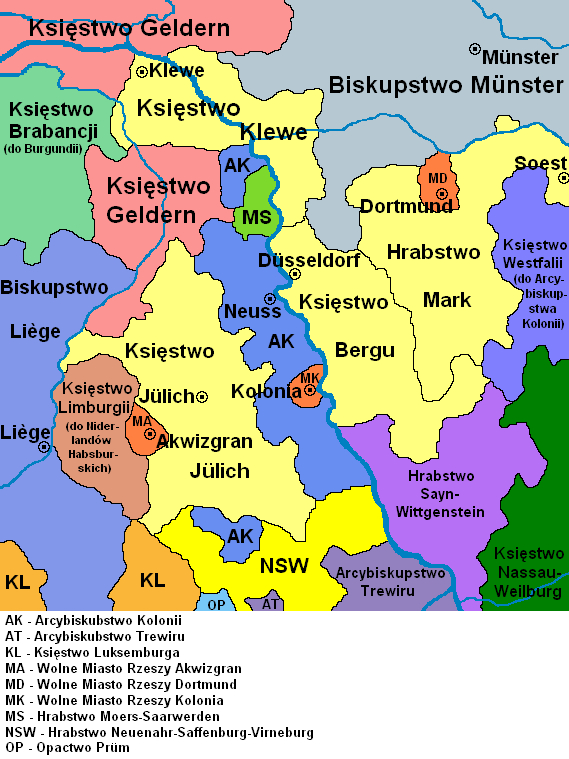
Mapa obrazująca podział polityczny z 1477 roku, z księstwami Kleve, Jülich i Bergu oraz z hrabstwem Mark.

## Historia
Hrabiowie Bergu, młodsza linia dynastii Ezzonidów, pojawili się w 1101 roku i z miejsca stali się najpotężniejszą dynastią w regionie. W 1160 roku rządzone przez nich terytorium podzielone zostało na dwie części – pierwsza to hrabstwo Bergu, a druga – hrabstwo Mark. W 1280 roku hrabiowie Bergu przenieśli swój dwór ze Schloss Burga nad rzekę Wupper, do miasta Düsseldorf.
Potęga Bergu wzrosła w XIV wieku. W roku 1348 Hrabstwo Jülich połączone zostało na pewien czas z Bergiem. W 1380 roku Berg został podniesiony do rangi księstwa. W roku 1423 Jülich i Berg znów połączył wspólny władca.
Od roku 1521 książęta Bergu rządzili księstwem w unii personalnej z Hrabstwem Mark i Księstwem Kleve. Połączony twór państwowy występował pod nazwą Zjednoczone Księstwa Jülich-Kleve-Berg. W ten sposób większość dzisiejszej Nadrenii Północnej-Westfalii (oprócz Arcybiskupstwa Kolonii i Biskupstwa Münsteru) była poddana władzy książąt Bergu.
Panująca w księstwie dynastia wygasła już w 1609 roku wraz z bezdzietną śmiercią ostatniego władcy. Doszło wówczas do wojny o sukcesję w księstwie, zakończonej ostatecznie 12 listopada 1614 roku pokojem w Xanten, który tak naprawdę był traktatem rozbiorowym. Na podstawie zawartego układu Berg i Jülich dostały się pod rządy władcy Palatynatu Neuburskiego, natomiast Kleve i Mark przypadły Brandenburgii. Wraz z wygaśnięciem głównej dynastii rządzącej Palatynatem w roku 1685, linia Neuburska odziedziczyła elektorat i uczyniła Düsseldorf swą stolicą do czasu odziedziczenia tronu bawarskiego przez elektora Palatynatu w 1777 roku.
Francuska okupacja księstwa Jülich podczas francuskich wojen rewolucyjnych oddzieliła to księstwo od księstwa Bergu. W 1803 roku Berg przeszedł w ręce młodszej linii Wittelsbachów tracąc swój dotychczasowy związek z Bawarią. W ramach reorganizacji terenów niemieckich w 1806 roku Berg stał się wielkim księstwem, którego władcą został szwagier Napoleona Bonaparte, Wielki Admirał i marszałek cesarstwa Joachim Murat.
Gdy w roku 1808 Murat został królem Neapolu, nowym wielkim księciem Bergu został siostrzeniec Napoleona Napoleon Ludwik Bonaparte, który jednocześnie był królem Holandii. Odtąd terytorium księstwa administrowane było przez francuskich urzędników. Krótka historia wielkiego księstwa zakończyła się wraz z klęską Napoleona i na mocy pokoju w 1815 roku księstwo dostało się pod władzę Prus, wchodząc w skład nowej pruskiej Prowincji Reńskiej, od 1822 roku zwanej Rheinland.

## Władcy Bergu

### Hrabiowie Bergu
- Adolf (I), hrabia w okręgu Keldach
- Adolf (II), hrabia w okręgu Keldach
- 1077–1082 Adolf (I)
- 1082–1090 Adolf (II)
- 1090–1106 Adolf I
- 1106–1160 Adolf II
- 1161–1189 Engelbert I
- 1189–1218 Adolf III
- 1218–1225 Engelbert II (arcybiskup Kolonii)
- 1225–1246 Henryk (książę Limburgii)
- 1246–1259 Adolf IV
- 1259–1296 Adolf V
- 1296–1308 Wilhelm I
- 1308–1348 Adolf VI
- 1348–1360 Gerard
- 1360–1380 Wilhelm II

### Książęta Bergu
w latach 1389–1437 unia personalna z Ravensberg, od 1423 z Jülich, a od 1614 z Palatynatem Neuburskim
- 1380–1408 Wilhelm I (zmiana numeracji – do 1380 jako hrabia Wilhelm II)
- 1408–1437 Adolf (od 1423 władca Jülich i Bergu)
- 1437–1475 Gerard
- 1475–1511 Wilhelm II
- 1511–1539 Jan (od 1521 władca Kleve i Mark)
- 1539–1592 Wilhelm Bogaty
- 1592–1609 Jan Wilhelm
- 1609–1614 wojna o sukcesję księstwa Jülich-Kleve-Berg
- 1614–1653 Wolfgang Wilhelm (unia personalna z Palatynatem Neuburskim)
- 1653–1679 Filip Wilhelm elektor Palatynatu Reńskiego
- 1679–1716 Jan Wilhelm II elektor Palatynatu Reńskiego
- 1716–1742 Karol Filip elektor Palatynatu Reńskiego
- 1742–1799 Karol Teodor elektor Palatynatu Reńskiego
- 1799–1806 Maksymilian Józef (jako Maksymilian I król Bawarii)
- 1806–1808 Joachim Murat
- 1808–1809 Napoleon Bonaparte
- 1809–1813 Napoleon Ludwik Bonaparte